# Friedrich Heinrich Jacobi

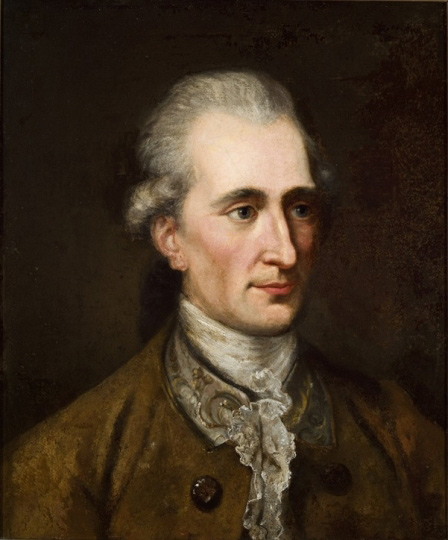
Friedrich Heinrich Jacobi, Gemälde von Johann Friedrich Eich, 1780, Gleimhaus Halberstadt

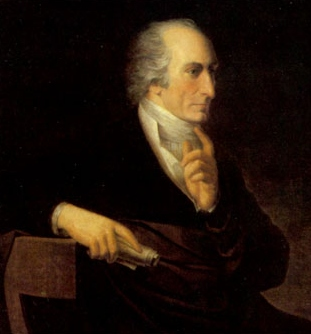
Friedrich Heinrich Jacobi nach einem Porträt von Johann Peter Langer (1801)

Friedrich Heinrich Jacobi, auch Fritz Jacobi (* 25. Januar 1743 in Düsseldorf; † 10. März 1819 in München), war ein deutscher Philosoph, Wirtschaftsreformer, Kaufmann und Schriftsteller.

## Familie
Friedrich Heinrich Jacobi wurde als zweiter Sohn des Kaufmanns Johann Konrad Jacobi (1715–1788) und dessen Ehefrau Maria Fahlmer (1713–1746) am 25. Januar 1743 in Düsseldorf geboren.
Seine Großeltern väterlicherseits waren Johann Andreas Jacobi (1680–1756), Pfarrer in Wollershausen, und Johanna Juliane Bauer (1684–1767), mütterlicherseits der Kaufmann Georg Fahlmer (1687–1759), geboren in Michelstadt, und Aleida von Sonsfeld (um 1675–1739).
Jacobi heiratete am 26. Juli 1764 in Aachen Helene Elisabeth (Betty) von Clermont (1743–1784), Schwester des „Tuchbarons von Vaals“, Johann Arnold von Clermont, sowie Tochter des Tuchhändlers Esaias Clermont (1698–1751) und der Helene Margarethe von Huyssen (1705–1776). Das Paar hatte acht Kinder, darunter:
- Johann Friedrich Jacobi (1765–1831), Politiker, Munizipalpräsident Aachen, Präfekturrat und Abgeordneter des Ruhr-Departements im Corps législatif. Er heiratete Johanna Katharina Luisa von Clermont (1763–1844), seine Cousine und Tochter von Johann Arnold von Clermont
- Georg Arnold Jacobi (1768–1845)[2], Jurist, 1793 Amtmann in Wickrath bei Mönchengladbach; sachsen-weimarischer Regierungsrat und später Geheimer Regierungsrat in Pempelfort
- Maximilian Jacobi (1775–1858), deutscher Psychiater

Nach dem Tod seiner ersten Frau heiratete Jacobis Vater erneut. Seine zweite Frau war Maria Catharina Lausberg (1728–1763), die Tochter des Weinhändlers Johann Heinrich Lausberg (1690–1751) und der Catharina Bamberg (1703–1780).
Johann Friedrich Jacobi (1712–1791), Generalsuperintendent in Celle, war sein Onkel. Der Dichter und Publizist Johann Georg Jacobi (1740–1814) war sein älterer Bruder. Seine aus der zweiten Ehe des Vaters hervorgegangenen Halbschwestern Charlotte (1752–1832) und Helene (1753–1838) führten nach dem Tod seiner Frau Helene Elisabeth den Haushalt.

## Leben
Anders als sein älterer Bruder Johann Georg wurde Jacobi gegen seinen Willen zur beruflichen Nachfolge des Vaters bestimmt. Nach Lehrjahren in Frankfurt und Genf, wo er den Mathematiker LeSage, Voltaire und den Kreis um Rousseau kennenlernte (1759–1761), wurde ihm sein Wunsch, in Glasgow Medizin zu studieren, abgeschlagen. Stattdessen trat er in das väterliche Handelshaus in Düsseldorf ein und übernahm von 1764 die Leitung, die er bis 1772 innehatte. Ab 1765 war er Freimaurer und gleichzeitig Schatzmeister der Loge „La Parfaite Amitié“ in Düsseldorf.
1772 erfolgte eine Berufung zum Hofkammerrat der Herzogtümer Jülich und Berg mit der Aufgabe, deren Zoll- und Handelswesen zu reformieren. Mit dieser Tätigkeit war er in den folgenden Jahren (er wurde ab 1775 sogar zum Zollkommissar befördert) kontinuierlich beschäftigt und konnte darin Erfolge, insbesondere im Rahmen des Rheinzollwesens, vorweisen.
1779 wurde er nach München bestellt, um als Ministerialreferent und Geheimrat (wie bereits in Jülich-Berg) an einer Reform des nun gesamten pfalzbayrischen Zoll- und Handelswesens mitzuwirken. Jedoch stießen seine politischen und wirtschaftstheoretischen Publikationen, die an die liberale Lehre von Adam Smith anschließen, ebenso wie seine liberal-wirtschaftsreformerischen Bestrebungen sehr bald auf Widerstand. Daher musste Jacobi seine Stellung bereits im selben Jahr wieder aufgeben, jedoch nicht ohne zuletzt v. a. auch eine entscheidende Rolle im Hinblick auf die Abschaffung der Leibeigenschaft in Bayern gespielt zu haben.
Er zog sich als Privatmann auf sein Landgut in Pempelfort zurück, das in der Zwischenzeit, auch durch die Unterstützung seiner Frau Betty von Clermont, zu einem vielbesuchten und hochgeschätzten Treffpunkt literarisch, politisch und insbesondere auch philosophisch Interessierter avanciert war; unter anderen waren Goethe, Herder, die Brüder Wilhelm und Alexander von Humboldt, Hamann, Lavater, Diderot und Hemsterhuis Gäste im sogenannten „Jacobihaus“.
Darüber hinaus hatte Jacobi bereits mit der Rückkehr aus Genf 1762 eine intensive Korrespondenz mit weiteren prominenten Vertretern der damaligen Geisteswelt begonnen, die seitdem kontinuierlich fortbestand und sich insbesondere in den 1780er Jahren intensivierte, sodass sich in Jacobis Briefwechsel das geistig-kulturelle Geschehen um 1800 wie in einem Brennglas konzentrierte. Bedeutende Briefpartner waren u. a. Matthias Claudius, Johann Gottlieb Fichte, Fürstin Amalia von Gallitzin, Immanuel Kant, Friedrich Gottlieb Klopstock, Jean Paul, die Familie Reimarus, Friedrich Schiller, Friedrich Schlegel und F. D. E. Schleiermacher.
Die über seinen Bruder Johann Georg vermittelte Bekanntschaft mit dem Dichter Christoph Martin Wieland führte zeitweise zur Zusammenarbeit bei der nach dem Vorbild des Mercure de France konzipierten Literaturzeitschrift Der Teutsche Merkur. Während Wieland seit 1773 als deren Herausgeber fungierte, trug Jacobi einige Aufsätze bei. In die Zeit der 1770er Jahre fiel auch der Beginn der Freundschaft mit Goethe (1774) und die Abfassung und Veröffentlichung seiner beiden Romane in erster Fassung: Eduard Allwills Papiere (1775/76) und Woldemar. Eine Seltenheit aus der Naturgeschichte (1777/79), mit denen Jacobi nichts weniger als die ersten „philosophischen Romane“ in deutscher Sprache vorlegte. Beide Romanprojekte wurden in den 1790er Jahren fortgeführt: Eduard Allwills Briefsammlung erschien 1792; 1794 erschien zunächst eine Beilage zum Woldemar, 1796 dann der Woldemar selbst in einer zweiten, verbesserten Auflage. Indem es Jacobi in beiden Romanprojekten, wie er später in der Vorrede zum Allwill von 1792 auch für die Versionen des Woldemar gültig schrieb, darum ging, „Menschheit wie sie ist, erklärlich oder unerklärlich, auf das gewissenhafteste vor Augen [zu] stellen“, handelt es sich hierbei nicht um eine bloße, d. h. aufs rein Literarische und Dichterische sich beschränkende „Darstellung einer Begebenheit“. Der Woldemar enthält so nicht bloß die Darstellung der Freundschaft zwischen dem titelgebenden Helden und Henriette. In dieser Darstellung wird durch die Handlungen der Figuren zugleich die sehr viel komplexere Reflexion insbesondere auch auf die Grenzen der in den Figuren verkörperten Auffassungen von Freundschaft mitgegeben. Im Roman erweist sich Jacobis Einsicht gemäß, dass es bei Freundschaft zu keiner Zeit um einen abstrahierbaren Begriff, sondern stets um die existenzielle Erfahrung der Begegnung zweier Personen „mit Nahmen“ geht, als die adäquate Form, die eine solche Reflexion gerade auch in philosophische Hinsicht unverkürzt abbilden kann. Diesbezüglich zeigt sich gerade in der Spätfassung des Woldemar, dass Freundschaft ein Kontingenzphänomen ist, das auf Resonanz beruht. Diese Gewahrwerdung von möglicher Resonanz ist eine sukzessive Erfahrung, weil die wertschätzende „Anerkennung eines Du“ Zeit braucht.
In die Zeit der 1780er Jahre fiel demgegenüber der Beginn von Jacobis im engeren Sinne philosophischer Wirksamkeit. Sein Besuch bei Lessing in Wolfenbüttel 1780, die 1783 an Mendelssohn gesandte Aufzeichnung des damals stattgefundenen Gesprächs und die letztlich aus der so entstandenen Korrespondenz resultierende Publikation Über die Lehre des Spinoza in Briefen an den Herrn Moses Mendelssohn 1785 (1789 in zweiter, v. a. um die grundlegende Beilage VII wesentlich ergänzter Auflage) waren nicht nur Auslöser der sogenannten „Spinozarenaissance“, in der dessen bis dato als atheistisch und fatalistisch verpönte Ethik überhaupt erst zum philosophischen Klassiker avancierte. Sie markierten auch den Beginn des sogenannten „Spinoza-“ oder auch „Pantheismusstreits“. Im Zuge dieses Streits entwickelte Jacobi erstmals seine eigene, sein gesamtes philosophisches Werk bestimmende Position in kritischer Durchdringung von Spinozas Ethik. Von dort ausgehend entbrannte in der Auseinandersetzung mit Mendelssohn über die Frage nach Lessings Spinozismus eine sehr viel grundsätzlichere Debatte um das rechte Verständnis von Spinozas Philosophie und damit um Verfassung und Reichweite der Vernunft überhaupt. Denn Jacobi rekonstruierte und verteidigte Spinozas Philosophie als Paradigma einer streng rationalen Philosophie, insofern ihr eine intellektuell befriedigende, begrifflich nicht widerlegbare Erklärung der Welt gelinge. Zugleich markierte Jacobi aber auch Leerstellen in Spinozas Ethik. Diese konnte nach Jacobi weder den genuin zeitlichen Charakter von Veränderungen und Bewegungen als solchen begreifen noch Freiheit im Sinne eines Vermögens, aufgrund der Vorstellung von Handlungszwecken willentlich neue Kausalreihen in der wirklichen Welt zu beginnen. Vielmehr gelte Spinoza die Vorstellung der causa finalis sowohl in Bezug auf göttliches als auch auf menschliches Handeln als gravierendstes menschliches Vorurteil. Jacobi teilt daher mit anderen Kritikern die Diagnose, dass Spinozas Philosophie fatalistisch und atheistisch sei, gibt ihr zugleich aber eine völlig neue systematische Bedeutung, indem er den Fatalismus und Atheismus als notwendige Konsequenz der Rationalität selbst versteht.
Diese Debatte setzte sich der Sache nach fort in Jacobis zweiter philosophischer Hauptschrift, dem 1787 erschienenen Dialog David Hume über den Glauben oder Idealismus und Realismus. Hierin unternahm Jacobi eine fundamentale Bestimmung von Wirklichkeit, in der er sich, ebenso wie schon in seiner Auseinandersetzung mit Spinoza, in wesentlichen Punkten an der Erfahrung menschlichen Handelns orientierte. Darüber hinaus enthält der David Hume insbesondere in seiner Beilage Über den transzendentalen Idealismus die nicht weniger einflussreiche Kritik Jacobis an Kants Lehre vom „Ding an sich“ als jene doppelt problematische „Voraussetzung“, von der Jacobi in prominenter Formulierung bemerkte, „daß ich ohne jene Voraussetzung in das System nicht hineinkommen, und mit jener Voraussetzung darinn nicht bleiben konnte.“ Dies gilt nach Jacobi deshalb, weil ohne die Annahme von „Dingen an sich“ als Grund der sinnlichen Affektion Kants Konzept der Sinnlichkeit und damit die Zwei-Stämme-Lehre der Erkenntnis unverständlich bleibe, diese Annahme zugleich aber den systematischen Rahmen des transzendentalen Idealismus sprengen würde. Diese Diagnose Jacobis ist bis in die neueste Zeit „niemals mit textnahen Gründen zurückgewiesen worden.“ Zugleich formulierte Jacobi mit seinem eigenen sowohl Kants transzendentalem Idealismus als auch einem später in Fichtes Wissenschaftslehre realisierten „spekulativen Egoismus“ entgegengesetzten „entschiedene[n]“ Realismus eine Position von unverminderter Relevanz. Jacobi ging es um die unmittelbar gegebene Gleichursprünglichkeit der Selbsterfahrung des erkennenden Subjekts sowie der zu erkennenden Gegenstände: „Ich erfahre, daß ich bin, und daß etwas ausser mir ist, in demselben untheilbaren Augenblick“, heißt es entsprechend im David Hume.
1794, zehn Jahre nach dem Tod seiner Frau Betty, war Jacobi gezwungen, Pempelfort zu verlassen; er musste vor den anrückenden französischen Revolutionstruppen nach Hamburg und Holstein fliehen und fand erst 1798 wieder festen Wohnsitz in Eutin.
Ein Jahr später, 1799, erschien das öffentliche Sendschreiben Jacobi an Fichte, das als wichtigster Beitrag zum sogenannten „Atheismusstreit“ gilt. Jacobi verfasste hierin eine differenzierte Stellungnahme zum gegen Fichtes Philosophie erhobenen Vorwurf des Atheismus. Zwar nahm er Fichte dahingehend in Schutz, dass er diesen Vorwurf als „mit Unrecht“ ergangen auszuweisen beabsichtigte, insofern „Transscendentalphilosophie, als solche, so wenig atheistisch seyn kann, als es Geometrie und Arithmetik seyn können.“ Nichtsdestotrotz lieferte Jacobi hier eine nicht weniger kritische Analyse des Fichteschen Idealismus als des Spinozismus zuvor, der ihm zugleich als Deutungsrahmen diente. Denn aufgrund der strukturellen Ähnlichkeit zwischen der internen Verfasstheit und systematischen Funktion von Spinozas absoluter Substanz und Fichtes absolutem Ich kennzeichnete Jacobi die Wissenschaftslehre als einen „umgekehrten Spinozismus“ und verband dies mit dem Vorwurf des „Nihilismus“. Dieser zielte auf eine philosophische Auflösung und Substitution alles Wirklichen „durch immer allgemeinere Begriffe“, indem der transzendentale Idealismus Fichtes alles als Wirkliches Bewusste, die Dinge der Außenwelt ebenso wie das Subjekt als theoretisch erkennendes und als moralisch-praktisch handelndes, aus der rein idealen Tätigkeit der schlechthin allgemeinen Subjektivität erklärte. Mit dieser Diagnose brachte Jacobi nicht nur den Begriff des ‚Nihilismus‘ erstmals auf die Bühne der philosophischen Öffentlichkeit, sondern etablierte sich auch vollends als unhintergehbare Größe im Kontext nachkantischer Philosophie.
1805 wechselte Jacobi nach München und folgte damit einem Ruf der Bayerischen Akademie der Wissenschaften, deren erste Präsidentschaft nach der Umwandlung von einer freien Gelehrteneinrichtung zu einer staatlichen Zentralanstalt er in den Jahren 1807 bis 1812 übernahm. Ein Zerwürfnis mit Friedrich Wilhelm Joseph Schelling, der 1806 nach München kam, geriet zur öffentlichen Angelegenheit im sogenannten „Streit um die göttlichen Dinge“ (1811/1812), auch „Theismusstreit“ genannt, und zwang Jacobi zum Rückzug aus der Akademie. Ausgelöst durch Jacobis Ablehnung von Schellings spinozanisch inspiriertem Naturalismus, wie er ihn im Rahmen seiner Akademierede Über das Verhältnis der bildenden Künste zur Natur (1807) präsentierte, wurde in der folgenden Auseinandersetzung – Jacobi veröffentlichte 1811 seine Schrift Von den göttlichen Dingen und ihrer Offenbarung, auf die Schelling wiederum 1812 mit seinem Denkmal auf Jacobi reagierte – nicht nur die Frage nach der Möglichkeit einer wissenschaftlichen Gotteserkenntnis zum Thema gemacht. Auch und damit zusammenhängend wurde der Gottesbegriff überhaupt aufs Schärfste diskutiert. Goethe, der diese Diskussion mit dem Ausdruck des „statum controversiae zwischen den Natur- und Freyheitsmännern“ auf den Punkt brachte, ergriff letztlich und anders als z. B. Friedrich Schlegel und Jakob Friedrich Fries die Partei Schellings.
Die verbleibenden sieben Jahre bis zu seinem Tod waren der Herausgabe seiner Werke gewidmet, die von 1812 bis 1825 sechsbändig und ergänzt um die Einleitung in des Verfassers sämtliche philosophische Schriften (1815) und einen Vorbericht zur Werkausgabe der Spinozabriefe (1819) in Leipzig erschienen. 1815 wurde er zum auswärtigen Mitglied der Göttinger Akademie der Wissenschaften gewählt.
Friedrich Jacobi starb 1819 im Alter von 76 Jahren in München.

## Grabstätte

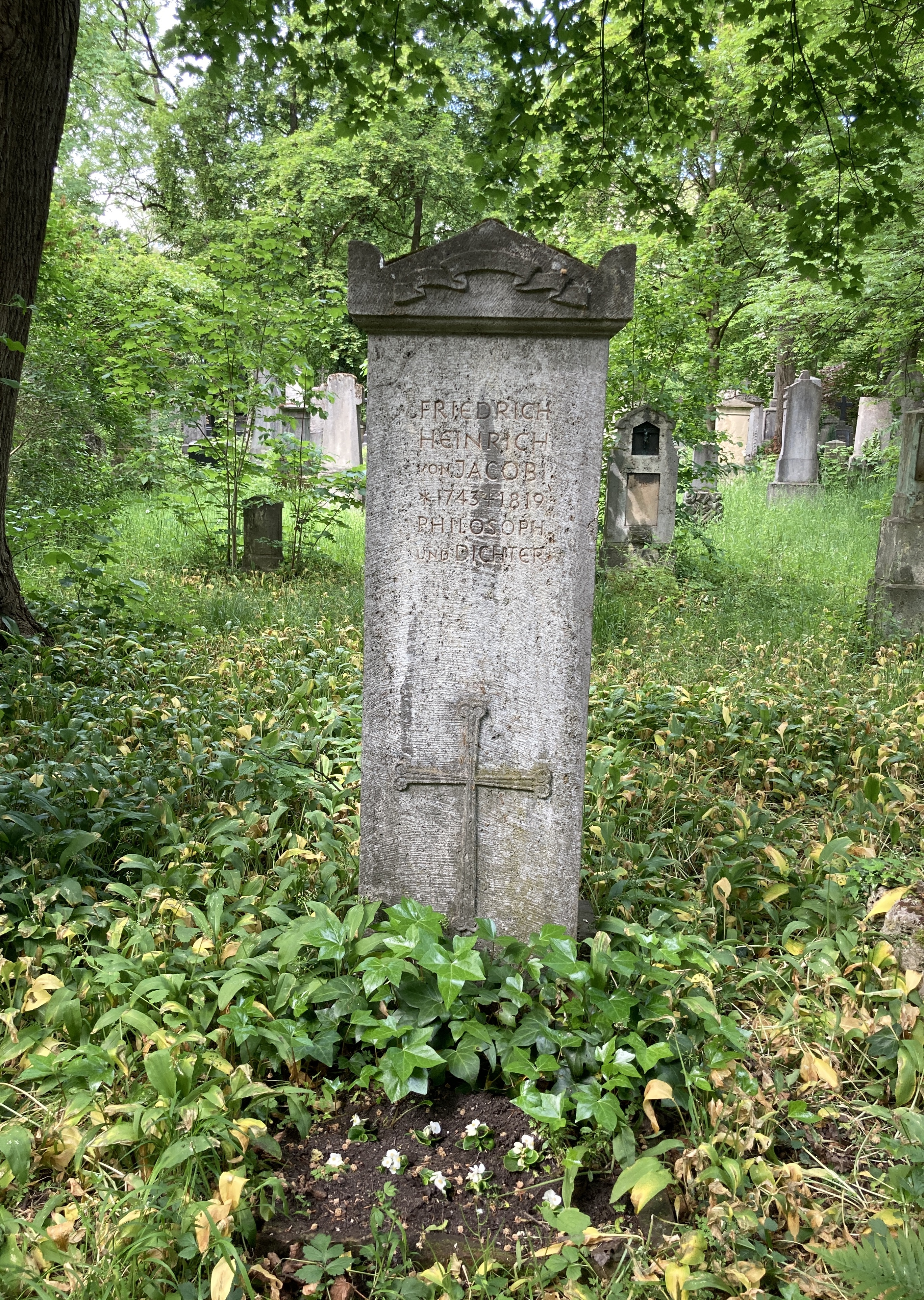
Grab von Friedrich Jacobi auf dem Alten Südlichen Friedhof in München

Die Grabstätte von Friedrich Jacobi befindet sich auf dem Alten Südlichen Friedhof in München (Gräberfeld 12 – Reihe 2 – Platz 27) Standort.

## Werk

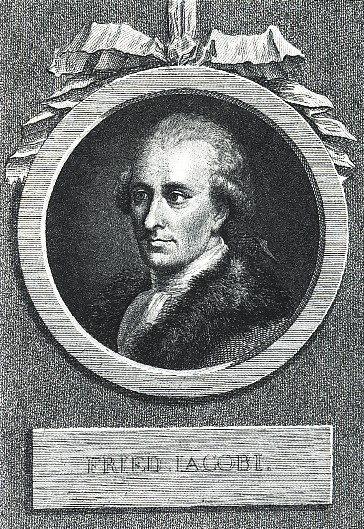
Friedrich Heinrich Jacobi, Bildnis von Christian Gottlieb Geyser nach einem Gemälde von Johann Friedrich Eich.

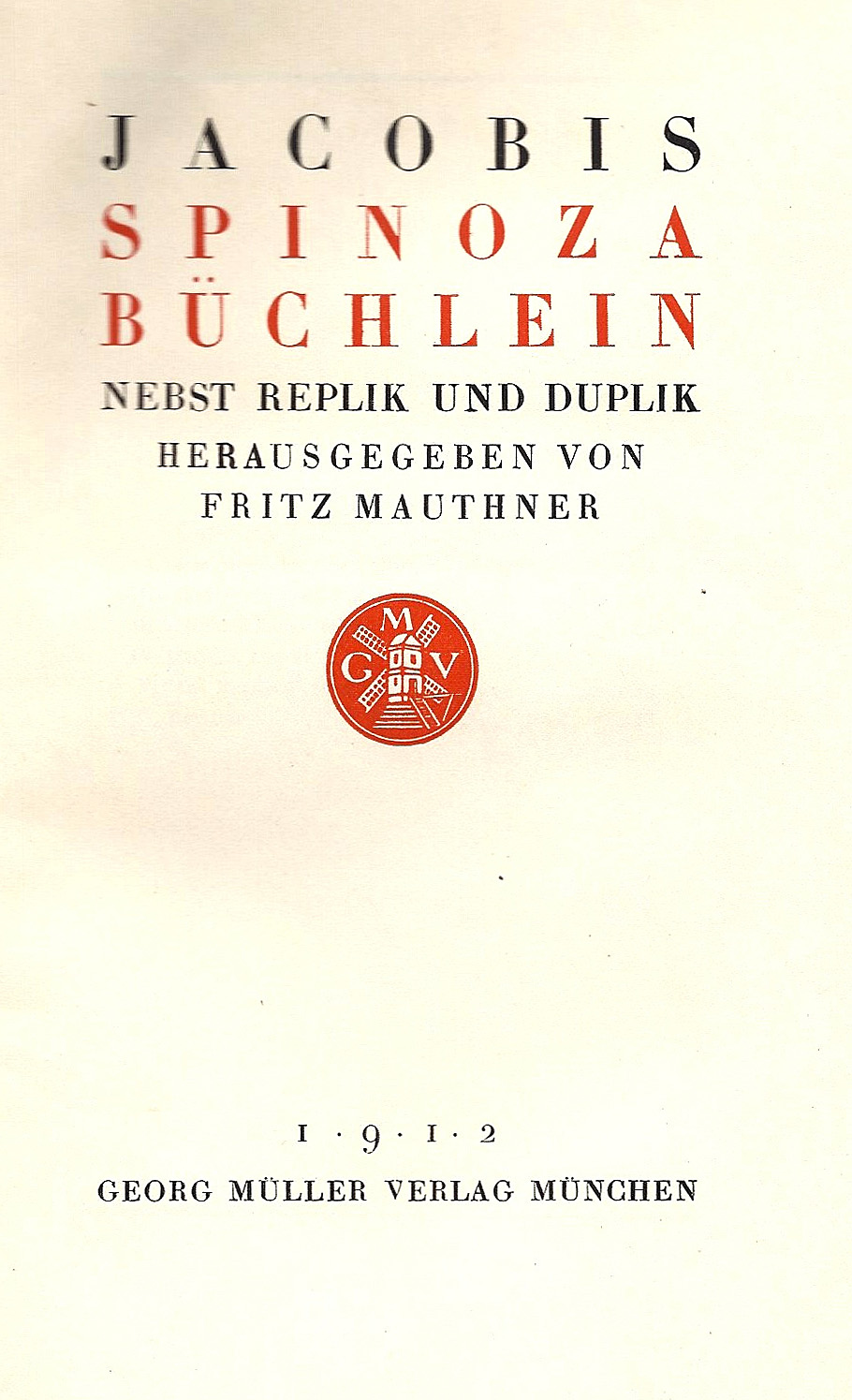
Zweiter Band von Fritz Mauthners „Bibliothek der Philosophen“. 1912

Jacobi gehört zu den bedeutendsten Repräsentanten der klassischen deutschen Philosophie. Seine philosophische Konzeption, die er erstmals in den Spinozabriefen formuliert und in allen folgenden Schriften fortführt, stellt sich als eine komplexe „Doppelphilosophie“ dar. Einerseits entwickelt Jacobi zeitgleich mit Kant eine eigenständige und originelle philosophische Kritik der Rationalität, indem er die Metaphysik Spinozas, später auch den transzendentalen Idealismus, als systematisch konsequente und begrifflich-rational nicht zu widerlegende paradigmatische Verwirklichung einer jeden Philosophie, die sich als Wissenschaft versteht, rekonstruiert und intellektuell bewundert. Rationale Erkenntnis ist dabei nach Jacobi durch den Grundsatz des „a nihilo nihil fit“, d. i. den Gedanken lückenloser Begründung gekennzeichnet: Nichts geschieht ohne zureichenden Grund; durch den zureichenden Grund aber ist die Folge notwendig bestimmt und vollständig erklärbar. Wissen stellt sich daher als ein System dar. Es ist ein einziger, durch die Beziehung von Grund und Folge konstituierter systematischer Zusammenhang; im Wissen wird alles Bestimmte und Einzelne aus dem Begrifflich-Allgemeinen hergeleitet und erklärt.
Andererseits insistiert Jacobis eigene Position, die er zunächst seinen „Antispinoza“, später „Unphilosophie“ nennt, auf dem philosophischen Primat der Erfahrung des lebendigen Daseins, die stets die Erfahrung eines konkreten Individuums und zugleich ursprünglich eine praktische Gewissheit ist. Diese Erfahrung ist als unmittelbare Erfahrung und im Gegensatz zu dem durch Gründe vermittelten diskursiven Wissen nach Jacobi ein „Glaube“ im Sinne eines vorgängigen ‚höheren‘ Wissens. Das Erkenntnisorgan des Glaubens nennt Jacobi zunächst „Gefühl“ und „Sinn“, seit 1789 aber vor allem „Vernunft“ (von „Vernehmen“) und grenzt es damit terminologisch nicht nur vom Verstand als dem Vermögen begrifflicher Vermittlung, sondern ebenso von der empirischen Sinnlichkeit und der Empfindung ab.
Beide Positionen von Jacobis Doppelphilosophie, die analytische Rekonstruktion der Philosophie als Wissenschaft einerseits und die ‚Unphilosophie‘ anderseits, bilden dabei einen engen konzeptionellen Zusammenhang und verweisen unmittelbar aufeinander. Sie kommen, wie Jacobi über das Verhältnis von ‚Unphilosophie‘ und Fichtes Wissenschaftslehre sagt, „durch den höchsten Grad der Antipathie“ miteinander in Kontakt und durchdringen sich „gewissermaßen“ „im Moment der Berührung“. Genauer besteht dieses antithetische Verhältnis im Freilegen oder Auffinden der Leerstellen systematisch-rationaler Welterklärung, d. i. der nicht logisch-begrifflich aufschließbaren, sondern genuin praktisch-existentiellen Voraussetzungen von Rationalität selbst. Daher übersteigt die Unphilosophie, die diese Voraussetzungen thematisiert, nach Jacobi nicht nur das von der Philosophie als Wissenschaft konsequent ausgearbeitete rationale Weltverhältnis, sondern fundiert dieses allererst. Nur aufgrund der unmittelbaren praktischen Gewissheit, die wir als konkrete, frei handelnde Individuen von uns haben, sind wir uns nach Jacobi auch als rational Wissende zugänglich. Rationalität und philosophische Welterklärung sind nach Jacobi kein Selbstzweck, sondern ursprünglich und wesentlich Mittel und Momente praktischer Daseinsbewältigung: „Individualität ist ein Fundamentalgefühl; Individualität ist die Wurzel der Intelligenz und aller Erkenntniß; ohne Individualität keine Substanzialität, ohne Substanzialität überall nichts.“ Dieser Perspektivenwechsel von der systematisch-rationalen Welterklärung zum unphilosophischen Primat lebendigen Daseins ist als Auffinden unserer ursprünglichen praktisch-existentiellen Selbst- und Weltgewissheit selbst ein praktischer Akt, ein Akt der Freiheit, nicht das Ergebnis begrifflich-rationaler Folgerung, die gegen die konsequente Durchführung der Erklärung keine Alternative aufbieten kann. Daher charakterisiert Jacobi diesen Perspektivenwechsel in der Unterscheidung zwischen unmöglicher theoretischer Widerlegung und praktischem Widerspruch bereits in den Spinozabriefen in der ebenso umstrittenen wie einflussreichen Figur des „Sprunges“ bzw. des „Salto mortale“.

Vor allem im David Hume entwickelt Jacobi dabei den Begriff des Glaubens auch in seiner epistemologischen Dimension. Danach sind alle vom Verstand gebildeten Begriffe nur Abstraktionen und Abbilder von ursprünglichen Wahrnehmungen, einer ursprünglichen „Darstellung“ von Wirklichkeit. Jacobis entscheidender Gedanke besteht aber darin, dass er dabei zugleich die neuzeitliche Philosophie im ganzen (mit Ausnahme von Spinoza und Leibniz) für ein falsches, weil im Kern idealistisches Vorstellungs- und Wahrnehmungskonzept kritisiert, das Vorstellungen und Wahrnehmungen nur als mentalen Innenraum, als bloß subjektiv-ideale Entitäten begreift. Im Anschluss an Spinoza und Leibniz insistiert Jacobi dagegen darauf, Sinnlichkeit als Medium zwischen zwei je konkreten Realia, einem Erkennenden und einem oder etwas Erkannten zu verstehen, die sich in der Wahrnehmung unmittelbar selbst geben oder, wie Jacobi sagt, „offenbaren“. „Ich erfahre, daß ich bin, und daß etwas außer mir ist, in demselben untheilbaren Augenblick“. Die Realitätsgewissheit der wahrgenommenen Gegenstände und das Bewusstsein eines realen, sich von den wahrgenommenen Gegenständen unterscheidenden Wahrnehmenden sind nach Jacobi also bereits gleichursprüngliche Momente des Wahrnehmungsaktes selbst.

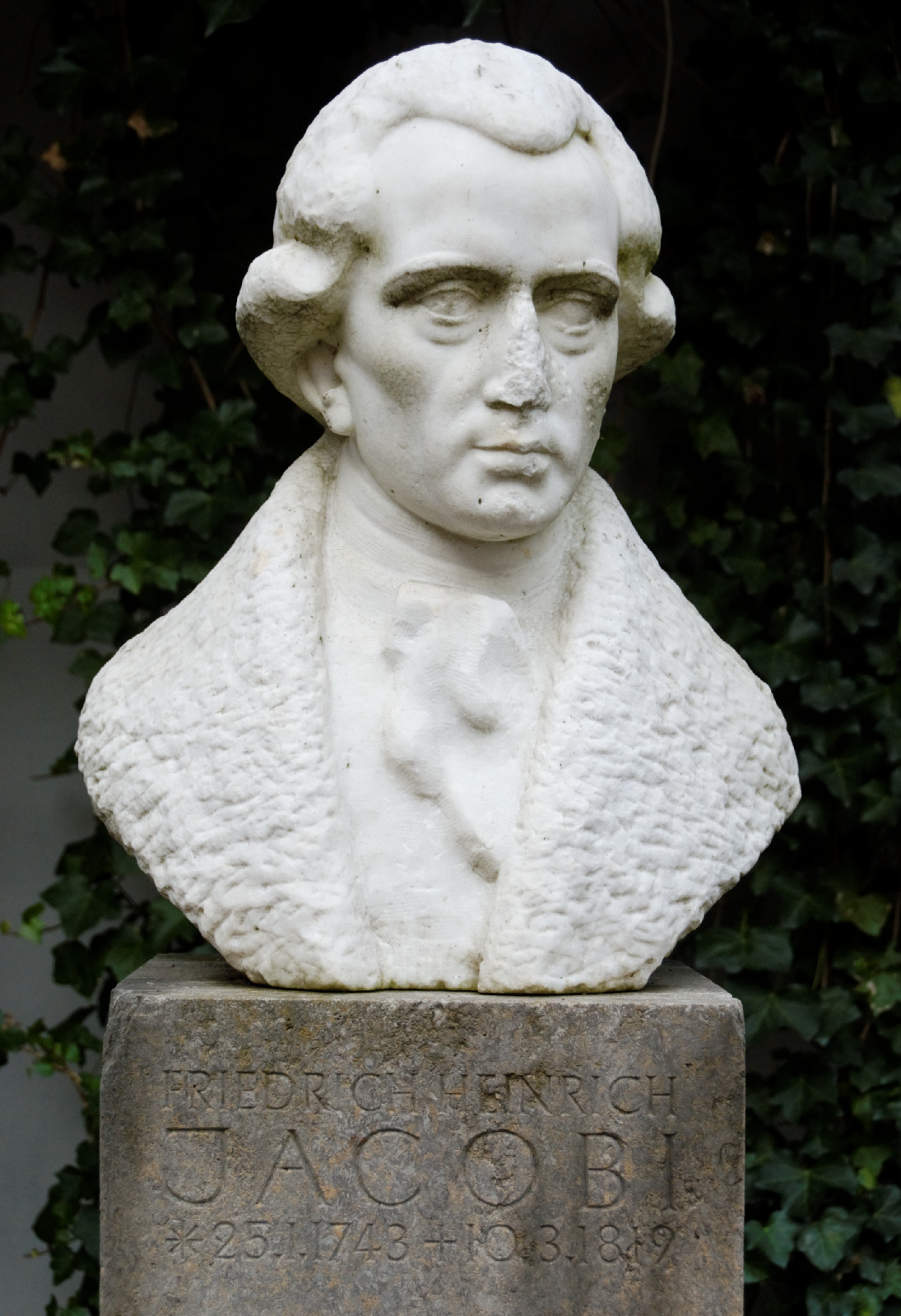
Büste von Emil Jungblut am Malkasten-Haus, 1943

Im Kern ist jedoch Jacobis Realismus praktisch fundiert. Ihm zufolge gibt es keine ursprünglichere und „lebendigere Ueberzeugung, als daß ich thue was ich denke,“ also, dass ich nach der Vorstellung von Zwecken Handlungen anfange und damit Veränderungen in der Welt bewirke. Alle vom Verstand gebildeten Begriffe, auch unsere Konzepte von Raum und Zeit, verweisen nach Jacobi zuletzt auf Handlungen zurück. Eine entscheidende philosophische Leistung Jacobis besteht dabei in der Unterscheidung der Begriffe von ‚Grund‘ und ‚Ursache‘, insofern der Begriff der Ursache den genuin zeitlichen Zusammenhang von Ursache und Wirkung meint, der allein im Handeln erfahren wird. Der Begriff des Grundes bezeichnet hingegen die rein logisch-begriffliche Beziehung von Grund und Folge und wird nach Jacobi letztlich selbst allererst durch Abstraktion vom Handlungscharakter des Ursache-Wirkungs-Zusammenhangs gebildet, während es das (nach Jacobi fälschliche) Bemühen der rein rationalen Philosophie sei, gerade umgekehrt den realen zeitlichen Zusammenhang von Ursache und Wirkung aus der rein begrifflichen Beziehung von Grund und Folge abzuleiten. Rationale Erklärung ist nach Jacobi nur als Werkzeug eines lebendigen Wesens notwendig und gerechtfertigt, eine Herleitung seines genuin praktischen Daseins aus allgemeinen Begriffen aber unmöglich.
In diesem Sinne kritisiert Jacobi schließlich auch die Moralphilosophien Kants und Fichtes für ihren Ausgang von einer als unpersönlich-allgemein gefassten praktischen Vernunft. Dadurch blieben sie ein reiner, inhaltsleerer Formalismus, insofern sie die Wirklichkeit je konkreten moralischen Handelns nicht begründen und der realen „Person [nicht] ihren eigenthümlichen individuellen Werth ertheilen“ können. Jacobi setzt ihnen daher eine an Aristoteles orientierte Ethik konkreten tugendhaften Handels entgegen, die die Sittlichkeit als tatsächliche Praxis und in der ihr als solcher eigenen Verbindlichkeit zu erfassen sucht. Moralisches Handeln beruht als konkretes und empirisch wirkliches nach Jacobi auf dem „Wort eines Namentlichen Mannes“, nicht auf der Unterwerfung unter die allgemeine Pflicht einer unpersönlichen Vernunft. Es ist der Mensch als konkreter Einzelner, der sich praktische Grundsätze gibt. Denn sittlich und real ist der Mensch nach Jacobi durch seine Fähigkeit, sich als ein zeitlich-endliches Wesen mit einer bestimmten Vergangenheit und empirischen Bestimmtheit auf eine bestimmte Zukunft hin zu entwerfen, sich so eine Einheit des Lebens zu geben und seinen zukünftigen Willen durch eigenen Entschluss zu binden, analog zur eigentümlichen Verbindlichkeit, die im Akt des Versprechens je konkret einem anderen Menschen gegenüber entsteht und auch der sittlichen Beziehung der Freundschaft zugrunde liegt.
Da alles Tun des Menschen, auch sein unbedingtes moralisches Tun, das Tun eines Individuums, eines endlichen lebendigen Wesens ist, das keine absolute Selbstbestimmung und Aktivität ist, sondern Anderes, Äußeres, Objektives voraussetzt, weist die unmittelbare Selbst- und Handlungserfahrung nach Jacobi zugleich in dreifacher Weise über sich hinaus, „denn ohne Du, ist das Ich unmöglich“. Das betrifft einerseits die Natur und andererseits die Geschichte und den Geist einer bestimmten Epoche, die die Denk- und Handlungsweise eines jeden Menschen mitbestimmt, und schließlich drittens den Verweis auf einen persönlichen Gott. Jacobis Theismus meint im Widerspruch zur göttlichen Substanz Spinozas nicht den Gott der christlichen Religion. Der Gott, der ein Geist ist, „der wisse und wolle, und zu sich selbst spreche, Ich bin der ich bin“, ist der ultimative symbolische Ausdruck einerseits für die Zurückweisung jeder Philosophie, die Rationalität und Erklärung absolut setzt, und andererseits für die gleichwohl in unserem je konkreten und damit bedingten Handeln erfahrene Unbedingtheit, für die rational nicht begründbare Bindungskraft meiner persönlichen Selbstbindung als moralisch-geistiges Wesen. Der Unbedingtheit freien Handelns wegen muss und will die „Unphilosophie“ Jacobis also notwendig als Metaphysik auftreten und unterscheidet sich dadurch von der später durch Marx vom „Kopf auf die Füße gestellten“ rational-materialistischen Philosophie, die die gemeinschaftliche menschliche Arbeit als die „alles begründende Wirklichkeit“ anerkennt.
Der komplexen Anlage als Doppelphilosophie, deren beide Hälften im Akt eines ‚Sprunges‘ miteinander verbunden sind, korrespondiert, dass Jacobis Denken sich in ganz unterschiedlichen Textarten darstellt. Dass dazu auch literarische Formen, wie die des Romans, aber auch des Briefes und des philosophischen Gesprächs gehören, ist unmittelbarer Ausdruck des unphilosophischen Primats des lebendigen, moralisch-praktischen Daseins. Dies gilt ebenso für den Umstand, dass Jacobis kritische systematische Analysen von philosophischen Systementwürfen wie denen Spinozas, Fichtes und Schellings, aber auch Kants, den Charakter von Gelegenheitsschriften haben, die aus konkreten systematischen Debattensituationen heraus entstehen.
Jacobis Doppelphilosophie übte mit allen ihren Motiven einen substantiellen Einfluss auf die Entwicklung der nachkantischen Philosophie aus, insofern diese wesentlich von der Frage nach dem Verhältnis von Wissen, Theorie und System einerseits und Freiheit, Praxis und Individualität andererseits bestimmt ist. Dabei lassen sich grundsätzlich drei Reaktionsweisen unterscheiden: 1. Das Projekt einer Versöhnung von Philosophie und Wissen einerseits und Freiheit und individuellem Dasein andererseits, die durch eine Fortentwicklung des philosophischen Systems zu einem „System der Freiheit“ geleistet werden soll (Fichte, Schelling, Hegel). 2. Der Versuch einer Vermittlung von System und Freiheit, die verstanden als „Systemlosigkeit, in ein System gebracht“ weder auf einen bloß verbesserten alternativen Systementwurf noch aber auf einen grundlegenden Widerspruch gegen das Primat des Wissens bzw. des „logischen Enthusiasmus“ abzielt (Friedrich von Hardenberg, Friedrich Schlegel). Gelingen soll dies im Konzept der romantischen Ironie durch den Gedanken einer Öffnung des Systems, die aus der permanenten Selbstkritik des Systemgedankens resultiert. 3. Die Fortführung und Fortentwicklung der von Jacobi selbst vertretenen Haltung eines praktischen Widersprechens gegen rationale Systemphilosophie zugunsten des Perspektivenwechsels zum philosophischen Primat der je konkreten individuellen Daseins- und Handlungserfahrung. Dieser Haltung folgte von Jacobis bis heute prominenten Zeitgenossen allerdings allein der unter dem Pseudonym Jean Paul bekannte Schriftsteller Johannes Paul Richter, in gewisser Weise später auch Kierkegaard. Zu den heute nur noch wenig bekannten philosophischen Anhängern Jacobis gehörten Thomas Wizenmann, Jakob Salat, Friedrich Ancillon, Friedrich Ludewig Bouterweck und Friedrich van Calker.
Zugleich war die Rezeption Jacobis von Anfang an von zahlreichen Fehldeutungen geprägt, die seine Verteidigung des Glaubensbegriffs als Ausdruck eines naiven empiristisch-sensualistischen Realismus, einer intuitionistischen Gefühlsethik der ‚schönen Seele‘, eines religiösen Fideismus oder eines Irrationalismus missverstanden haben.

## Werke
- Eduard Allwills Papiere, in Der Teutsche Merkur in den Heften von April, Juli und Dezember 1776.
- Eduard Allwills Briefsammlung, Königsberg 1792. (Digitalisat und Volltext im Deutschen Textarchiv)
- Woldemar. Eine Seltenheit aus der Naturgeschichte, Flensburg und Leipzig 1779. Digitalisat
- Woldemar. Ergänzt um eine Beilage, Königsberg 1794.
- Woldemar. Neue verbesserte Ausgabe, Königsberg 1796. Digitalisat
- Zwei Politische Rhapsodien, München 1779.
- Über die Lehre des Spinoza in Briefen an den Herrn Moses Mendelssohn. Breslau 1785. Digitalisat (2., erweiterte Auflage 1789, Digitalisat 3., abermals erweiterte Auflage 1819)
- David Hume über den Glauben oder Idealismus und Realismus. Ein Gespräch, Breslau 1787. Digitalisat
- Jacobi an Fichte. Hamburg 1799. Digitalisat
- Ueber das Unternehmen des Kriticismus, die Vernunft zu Verstande zu bringen, und der Philosophie überhaupt eine neue Absicht zu geben, Hamburg 1802. Digitalisat
- Ueber gelehrte Gesellschaften, ihren Geist und Zweck, München 1807. Digitalisat
- Von den göttlichen Dingen und ihrer Offenbarung. Leipzig 1811. Digitalisat (2. Auflage 1816)

Jacobis Werke erschienen gesammelt in Leipzig 1812–25, 6 Bände, Reprint 1968, Wissenschaftliche Verlagsgesellschaft.
Die 6 Bände sind herausgeben worden unter dem Titel „Friedrich Heinrich Jacobi’s Werke“, Leipzig, bei Gerhard Fleischer. 1812–1825.
Neuausgaben
- Briefwechsel – Nachlaß – Dokumente. Hrsg. v. Walter Jaeschke und Birgit Sandkaulen. Stuttgart: Frommann-Holzboog, 1981 ff. (= JBW) (online)
- Werke. Gesamtausgabe. Hrsg. v. Klaus Hammacher und Walter Jaeschke. Hamburg: Meiner, Stuttgart: Frommann-Holzboog 1998 ff., ISBN 3-7728-1366-6 (= JWA).
- Über die Lehre des Spinoza in Briefen an den Herrn Moses Mendelssohn. Meiner (= Philosophische Bibliothek 517), Hamburg 2000, ISBN 978-3-7873-1434-8.
- „Ich träume lieber Fritz den Augenblick“. Der Briefwechsel zwischen Goethe und Friedrich Heinrich Jacobi. Erstmals 1846 von Maximilian Jacobi veröffentlicht; neu herausgegeben von Andreas Remmel und Paul Remmel, mit einem Nachwort von Dr. Gabriel Busch OSB; Bernstein-Verlag, Gebr. Remmel, Bonn 2005, ISBN 978-3-9808198-1-7.
- Jacobi an Fichte, Text 1799/1816 im Vergleich, La Scuola di Pitagora, Neapel 2017 (deutscher Text, Einleitung von Marco Ivaldo, Noten, Kommentar und italienische Uebersetzung von Ariberto Acerbi, mit Register und Bibliographie), ISBN 978-88-6542-553-4.
- David Hume über den Glauben oder Idealismus und Realismus. Ein Gespräch (1787). Jacobi an Fichte (1799). Auf der Grundlage der Ausgabe von Walter Jaeschke und Irmgard-Maria Piske herausgegeben und eingeleitet von Oliver Koch. Meiner (= Philosophische Bibliothek 719), Hamburg 2019, ISBN 978-3-7873-3590-9.

### Neuzeitlich
- Birgit Sandkaulen u. Walter Jaeschke (Hgg.): Jacobi und Kant. Hamburg: Meiner, 2021, ISBN 978-3-7873-3977-8.
- Stefan Schick: Die Legitimität der Aufklärung. Selbstbestimmung der Vernunft bei Immanuel Kant und Friedrich Heinrich Jacobi. Frankfurt am Main: Klostermann, 2019, ISBN 978-3-465-04392-8.
- Birgit Sandkaulen: Jacobis Philosophie. Über den Widerspruch zwischen System und Freiheit. Hamburg: Meiner, 2019, ISBN 978-3-7873-3628-9.
- Konstanze Sommer: Zwischen Metaphysik und Metaphysikkritik. Heidegger, Schelling und Jacobi. Hamburg: Meiner, 2015, ISBN 3-7873-2800-9.
- Karl Schön: Goethe und Friedrich Heinrich Jacobi: Ein Freundschaftsbund. BookRix, 2014, ISBN 3-7309-7772-5.
- Carmen Goetz: Die Korrespondenz zwischen Autor und Verleger am Ende des 18. Jahrhunderts: Friedrich Heinrich Jacobi und Georg Joachim Göschen. In: WerkstattGeschichte (2013), Heft 60, S. 23–42 (pdf).
- Oliver Koch: Individualität als Fundamentalgefühl. Zur Metaphysik der Person bei Jacobi und Jean Paul. Hamburg: Meiner, 2013, ISBN 978-3-7873-2253-4.
- Jan Wartenberg: Der Familienkreis Friedrich Heinrich Jacobi und Helene Elisabeth von Clermont – Bildnisse und Zeitzeugnisse. Bonn: Bernstein, 2011, ISBN 978-3-939431-05-3.
- Arnold, H.J. (Hrsg.): Kindlers Literaturlexikon. Stuttgart: Metzler, 2009. S. 201 f.
- Dirk Fetzer: Jacobis Philosophie des Unbedingten. Paderborn, München: Schöningh, 2007 (online, Bayerische Staatsbibliothek).
- Walter Jaeschke u. Birgit Sandkaulen (Hgg.): Friedrich Heinrich Jacobi. Ein Wendepunkt der geistigen Bildung der Zeit. Hamburg: Meiner, 2004, ISBN 978-3-7873-1679-3.
- Birgit Sandkaulen: Grund und Ursache. Die Vernunftkritik Jacobis. München: Fink, 2000, ISBN 978-3-7705-3500-2 (online, Bayerische Staatsbibliothek).
- Kurt Christ: F. H. Jacobi: Rousseaus deutscher Adept. Rousseauismus im Frühwerk von Friedrich Heinrich Jacobi. Würzburg: Königshausen und Neumann, 1998, ISBN 3-8260-1519-3.
- Michael Tilly: JACOBI, Friedrich Heinrich. In: Biographisch-Bibliographisches Kirchenlexikon (BBKL). Band 2, Bautz, Hamm 1990, ISBN 3-88309-032-8, Sp. 1400–1402 (Artikel/Artikelanfang im Internet-Archive).
- Klaus Hammacher: Jacobi, Friedrich Heinrich. In: Neue Deutsche Biographie (NDB). Band 10, Duncker & Humblot, Berlin 1974, ISBN 3-428-00191-5, S. 222–224 (Digitalisat).
- Felix Knode: Literarische Anthropologie und empfindsame Idyllik. Zum Verhältnis von Literatur und Philosophie im Erzählwerk Friedrich Heinrich Jacobis. 1. Auflage. transcript Verlag, Bielefeld 2024, ISBN 978-3-8376-6858-2.

### Historisch
- Carl von Prantl: Jacobi, Friedrich Heinrich Ritter von. In: Allgemeine Deutsche Biographie (ADB). Band 13, Duncker & Humblot, Leipzig 1881, S. 577–584.
- Friedrich Schlichtegroll, Kajetan von Weiller, Friedrich Wilhelm Thiersch: Friedrich Heinrich Jacobi ehem. Präsident der k. Akademie der Wissenschaften zu München nach seinem Leben, Lehren und Wirken: bey der akademischen Feyer seines Andenkens am ersten May 1819. Fleischmann: München, 1819 (online, Bayerische Staatsbibliothek).
- Friedrich Alfred Schmid (später Schmid Noerr): Friedrich Heinrich Jacobi. Eine Darstellung seiner Persönlichkeit und seiner Philosophie als Beitrag zu einer Geschichte des modernen Wertproblems. Habil. Schrift an der Universität Heidelberg, Carl Winter’s Universitätsbuchhandlung, Heidelberg, 1908.

### Fremdsprachlich
- Birgit Sandkaulen: The Philosophy of Friedrich Heinrich Jacobi. On the Contradiction between System and Freedom. London: Bloomsbury, 2023, ISBN 978-1-350-23571-7.
- Pierre Jean Brunel: Les Lumières Platoniciennes de Friedrich Heinrich Jacobi. Paris: PUPS, 2014, ISBN 978-2-84050-685-0.
- Marco Ivaldo: Introduzione a Jacobi. Rom: Laterza. 2003, ISBN 978-88-420-6823-5.
- Marco Ivaldo: Filosofia delle cose divine. Saggio su Jacobi. Brescia: Morcelliana, 1996, ISBN 978-88-372-1613-9.